# ゴジラ (ブルー・オイスター・カルトの曲)
「ゴジラ」（Godzilla）は、アメリカ合衆国のハードロック・バンド、ブルー・オイスター・カルトが1977年のスタジオ・アルバム『スペクターズ』で発表した楽曲。1978年にはシングル・カットされている。作詞・作曲はバンドのリード・ギタリストである"バック・ダーマ"ことドナルド・ローザーにより、日本の怪獣映画『ゴジラ』をモチーフとした曲である。なお、ローザーが観たのはレイモンド・バーが主演したアメリカ編集版（邦題：『怪獣王ゴジラ』）で、ローザーは後年、PopEntertainment.comによるインタビューにおいて「彼（バー）が日本人の俳優たちと共演するシーンをよく見ると、彼らはカメラの方を向いていないことが分かるよ、だって明らかに別人だからね。彼のシーンはハリウッドで撮影されて、編集で追加されたんだろうね」と語っている。2番の後には、臨時ニュースを模した日本語のスポークン・ワードが取り入れられた。
収録アルバム『スペクターズ』は全米43位を記録したが、本作はBillboard Hot 100入りを果たせなかった。
ドナルド・ローザーとエリック・ブルームは1998年、アメリカ制作の『GODZILLA』で本作が使用されなかったことに対する返答として「Nozilla」というパロディ・ソングを作った。
2019年には新たにカヴァーされ、同年公開の『ゴジラ キング・オブ・モンスターズ』のエンドタイトルで使用された。

## ライヴにおける演奏
本作はライヴで頻繁に演奏され、『暗黒の狂宴〜B.O.C.ライヴ』（1978年）には1978年6月1日のイングランド公演、『Extraterrestrial Live』（1982年）には1981年10月9日のハリウッド公演の演奏、『A Long Day's Night』（2002年）には2002年6月21日のシカゴ公演の演奏が収録された。また、1978年にはライヴ・ヴァージョンがシングルA面曲としてリリースされており、アメリカ盤プロモーション・シングルに収録されたライヴ音源は1977年のデトロイト公演における録音で、このテイクはレガシー・レコーディングスから発売されたコンピレーション・アルバム『Setlist: The Very Best of Blue Öyster Cult Live』（2010年）にも収録された。

## 大衆文化での使用例
本作は2019年までゴジラシリーズのサウンドトラックに使用されたことはなかったが、『デトロイト・ロック・シティ』（1999年公開）、『DOGTOWN & Z-BOYS』（2001年公開）といった映画で使用された。音楽ゲームの分野では、『ギターヒーロー』で使用され、また、『ロックバンド』及び『Rocksmith』ではダウンロード曲に採用された。
スポーツの分野では、松井秀喜がニューヨーク・ヤンキース入団直後の2003年に入場曲として使用した。

## カヴァー
- スマッシング・パンプキンズ - ライヴで演奏。1990年8月25日のシカゴ公演における演奏は、アルバム『ギッシュ』（1991年）の2011年デラックス・エディション盤に付属したDVD『Live at the Metro, 1990』に収録された[19]。
- アクション - 『A TRIBUTE TO GODZILLA』（1991年）に収録[20]。コーラスにはファンの有志が参加した[20]。収録時には、薩摩剣八郎演じるゴジラが応援に訪れている[20]。
- フー・マンチュー - EP『Godzilla』（1997年）及びコンピレーション・アルバム『Eatin' Dust』（1999年）に収録[21]。
- セバスチャン・バック - ライヴで歌唱。ライヴ・アルバム『ブリング・エム・バック・アライヴ!』（1999年）には「モンキー・ビジネス」とのメドレーとして収録された[22]。
- レーサーX - アルバム『スーパーヒーローズ』（2001年）に収録[23]。